# Interio
Die Interio AG mit Sitz in Dietikon war ein im Einrichtungsfachhandel tätiges Schweizer Unternehmen, das zuletzt zum Migros-Konzern gehörte. Interio beschäftigte 644 Mitarbeiter und erwirtschaftete 2017 einen Umsatz von 155 Millionen Schweizer Franken. Das Unternehmen wurde im Mai 2019 aufgelöst, wobei diverse Vermögenswerte an das österreichische Möbelhaus XXXLutz verkauft wurden, welches an sieben von elf ehemaligen Interio-Standorten Mömax-Filialen eröffnet hat. In Österreich bestehen jedoch weiterhin mehrere Interio-Filialen, die unabhängig vom Schweizer Markt weitergeführt werden.

## Tätigkeitsgebiet
Die zuletzt elf Interio-Einrichtungshäuser und der Online-Shop boten ein vielfältiges Sortiment an Möbeln und Wohnaccessoires in den Bereichen Wohnen, Essen, Schlafen, Baden und Arbeiten und Licht. Nebst einem Einrichtungssortiment präsentierte Interio saisonal wechselnde Wohnideen. An Dienstleistungen bot Interio Heimlieferung, Montageservice, Miettransport, Entsorgung und Ersatzteilbeschaffung an.

## Geschichte
Das Unternehmen wurde 1974 von der Globus-Gruppe gegründet, bezog ein Lagerhaus in Pfaffnau und eröffnete im gleichen Jahr seine erste Filiale an der Klybeckstrasse in Kleinbasel. Im März 1979 folgte die zweite Filiale in Dietlikon (Grossraum Zürich); die dritte Filiale im März 1980 in Emmenbrücke (Grossraum Luzern). Mit der Expansion wurde 1981 ein neues Verteilzentrum in Nebikon bezogen. Einen schweren Rückschlag erlitt das Unternehmen am 12. Mai 1982 mit dem Brand der Filiale in Basel, bei welchem Inventar im Wert von zwei Millionen Franken vernichtet wurde. Im März 1983 eröffnete Interio mit der Filiale in Morges den ersten Standort in der Romandie. Die Wiedereröffnung der Basler Filiale erfolgte 1984 in Pratteln, rund zehn Jahre nach der Eröffnung der ersten Filiale in Kleinbasel.
Im März 1985 erhielt die Romandie ihre zweite Filiale in Vernier (Grossraum Genf). Ein Jahr später, im März 1986, folgte die Filiale in Abtwil (Grossraum St. Gallen). 1987 begann eine Diversifikation mit Eröffnung einer ersten Interio-Boutique am Claraplatz in Basel und ersten Verträgen für eine Expansion nach Österreich mit Verteilzentrale und zwei geplanten Standorten in Wien und Linz; die hierfür zuständige «Interio Möbel und Einrichtungen GmbH» wurde im August 1988 gegründet. Im Laufe des Jahres 1989 wurde das Verteilzentrum in Nebikon von 15'000 m² auf 26'000 m² beinahe verdoppelt und bildete den Schauplatz des 15-jährigen Jubiläums des Unternehmens. Im März 1990 folgte das siebte Einrichtungshaus in Spreitenbach, ebenfalls im Grossraum Zürich und ab Ende Jahr rechtlicher Hauptsitz des Unternehmens.
In Österreich nahm im Mai 1990 das Verteilzentrum in Guntramsdorf den Betrieb auf, gefolgt von der ersten Filiale in Linz im Oktober 1990; die zweite Filiale in Wien-Floridsdorf kam 1991 hinzu. Ebenfalls 1991 wurde auch der Standort in Schönbühl (Grossraum Bern) eröffnet, womit Interio nun erstmals in allen Ballungszentren der Deutschschweiz vertreten war. Im Februar 1992 zog der Standort Dietlikon nach Dübendorf um, in die direkte Nachbarschaft des 1988 eröffneten «Wohnlands» der Möbel-Pfister AG. Im selben Jahr wurde auch in Vösendorf, bei der Shopping City Süd, ein weiteres Einrichtungshaus in Österreich eröffnet. In den folgenden Jahren wurde das Filialnetz insbesondere durch die Eröffnung weiterer Boutiquen (und später auch Wohngalerien) in Städten ausgebaut: 1993 in der Altstadt Luzerns, 1994 am Rennweg in Zürich, 1996 im Glattzentrum in Wallisellen und an der Mariahilfer Strasse in Wien, 1997 in Lausanne.
Mit dem 1997 erfolgten Verkauf der Globus-Gruppe an den Migros-Genossenschafts-Bund (MGB) ging auch die Interio AG in dessen Besitz über. Interio Österreich wurde per Mitte 2000 an die Franchisenehmerin Janet Kath abgetreten. Auf Ende 2006 löste Migros die bis dahin eigenständig geführte Gruppenstruktur der Globus-Gruppe auf und führte die einzelnen Unternehmen der ehemaligen Globus-Gruppe, darunter auch Interio, als selbstständige Unternehmen innerhalb des Migros-Konzerns. Diese Restrukturierung und der Zukauf von Denner mündete 2008 in der Konstituierung des MGB-Departements VI (Handel), und der Verlegung des Sitzes von Spreitenbach nach Dietikon im August 2008. Im Januar 2009 erwarb die Migros 49 % des deutschen Handelsunternehmen Gries Deco Holding (GDH), das unter dem Namen «Depot» Wohnaccessoires, Heimdekorations-Artikel und Kleinmöbel verkauft. So lancierte Interio ein neues Ladenkonzept, die Depot-Interio-Boutiquen. Per 1. Juli 2012 wurde das Co-Branding aufgelöst. Interio führt weiterhin die Einrichtungshäuser unter der Marke Interio, während die Boutiquen von Depot geführt werden.
Interio baute das Filialnetz in der Schweiz auf zuletzt zwölf Einrichtungshäuser aus, mit Eröffnungen in Villeneuve (März 2011), Contone (März 2012), Suhr (August 2013) und Granges-Paccot (April 2016). Dem unerwartet schlechten Geschäftsgang der Filiale in Suhr, im Pfister-Center der Pfister Arco Holding, folgte allerdings die Schliessung der Filiale nach gut drei Jahren per Ende 2016. Im Geschäftsjahr 2015 musste Interio einen Umsatzrückgang von 2,7 % hinnehmen, der Online-Markt wuchs hingegen um 32,9 Prozent.
Im Rahmen einer letzten Restrukturierung wurde im zweiten Quartal 2018 die Übertragung der Interio-Filialen an interessierte Migros-Genossenschaften vollzogen, womit diese den Micasa-Fachmärkten der Genossenschaften gleichgestellt wurden. Die Genossenschaften Zürich, Luzern, Ostschweiz und Basel übernahmen hierbei jeweils die einzige Filiale in ihrem Tätigkeitsgebiet, die Migros Aare neben den beiden «eigenen» Filialen, zudem auch die fünf Filialen in der Westschweiz und im Tessin. Rund ein Jahr später gab im Juni 2019 der damalige MGB-Direktor Fabrice Zumbrunnen bekannt, sämtliche wenig rentablen Unternehmensbereiche aus dem Departement Handel verkaufen zu wollen, darunter insbesondere Globus, Interio und Depot. Im November 2019 teilte Migros mit, dass die XXXLutz-Gruppe sechs der elf Filialen in Abtwil, Dübendorf, Emmen, Pratteln, Schönbühl und Spreitenbach, übernimmt und diese zu Mömax-Standorten umwandeln wird. Bis September 2020 wurden die übrigen fünf Filialen schrittweise geschlossen. Entgegen früherer Absichten wurde der Standort in Villeneuve im Dezember 2021 ebenfalls als Mömax-Filiale wiedereröffnet.
In Österreich bestehen weiterhin Interio-Filialen, unabhängig von der Auflösung in der Schweiz und Deutschland. Das Unternehmen wird von der Magazin 07 Möbel und Einrichtungen Vertriebsgesellschaft m. b. H. betrieben, mit Sitz in Vösendorf bei Wien, wo sich auch die größte Interio-Filiale befindet. Im Jänner 2024 meldete dieses Unternehmen ein Sanierungsverfahren ohne Eigenverwaltung an, das die Fortführung der Filialen vorsieht. Zu dieser Zeit wurden ursprünglich sieben Standorte betrieben, darunter zwei in Wien (Mariahilfer Straße und Q19 Döbling), sowie Filialen in Linz, Innsbruck, Graz, Klagenfurt und Salzburg – wobei die Filialen in Pasching (Oberösterreich), Innsbruck und Salzburg inzwischen aufgelöst wurden.